# 田中章義
田中 章義（たなか あきよし、1970年4月19日 - ）は、日本の歌人・作家。静岡県静岡市出身・在住。慶應義塾大学総合政策学部卒業。所属事務所は三桂。

## 人物
東京都立日比谷高等学校在学中に短歌結社竹柏会「心の花」に入会し、佐佐木幸綱に師事。1990年、大学1年生の時に作品「キャラメル」50首で第36回角川短歌賞を受賞。同年、第1歌集『ペンキ塗りたて』を出版。ポスト俵万智としての期待が大きく、TBSのバラエティ番組「青春!島田学校」への出演や秋元麻巳子とのコラボレーション詩集の出版など、幅広い分野で作家活動を行う。その後は世界各地を旅しながら紀行文や絵本などを執筆。BEGIN、遠藤久美子、ミネハハ、東野純直などへの作詞提供や静岡県立駿河総合高等学校、静岡県立天竜高等学校の校歌の作詞もしている。
2001年より、国際連合WAFUNIF親善大使などとして環境保護やストリートチルドレン支援に携わる。
また、近年はTBSテレビ「朝ズバッ!」、フジテレビ「知りたがり!」、静岡第一テレビ「まるごと」、BS朝日「LIVE NIPPON」など、テレビ番組やラジオ番組のコメンテーターとして活躍している。
富士山万葉集選考委員（佐佐木幸綱、馬場あき子、中西進と共に）伊豆短歌コンテスト審査委員、わさび短歌コンテスト審査委員、子育て短歌コンテスト「あいのうた」選考委員（俵万智と共に）、全国高校生創作コンテスト選考委員（中村航、桜庭一樹らと共に）、國學院大學「和歌講座」講師なども務める。
国際協力機構「21世紀のボランティア事業のありかた」検討委員を務めた他、現在、NHK中部地方番組審議会委員、静岡県文化政策審議会委員なども務めている。

## 著書
- ペンキ塗りたて（角川書店、1990年）
- いつも探していた。―Boys’ love be ambitious （大和書房、1992年）
- キスまでの距離（絵：秋元麻巳子、角川書店、1992年）
- きいてみたいこと　自分への107の質問（文藝春秋社、1993年）
- ルパンにも盗めなかったもの101（飛鳥新社、1994年）
- 約束（絵：黒井健、学習研究社、1995年）
- 卒業　青春の短歌集（飛鳥新社、1995年）
- ふたりをつなぐもの（絵：秋元麻巳子、角川書店、1996年）
- 聴きなれた曲だけを聴いていたい夜がある　田中章義詩集（サンリオ、1996年）
- 主役（サンクチュアリ・パブリッシング、1999年）
- カえるくんのたからもの（絵：とりごえまり、東京新聞出版局、2000年）
- 私は私でありたい　永遠の18歳からのメッセージ（著：高際美佐、PHP研究所、2000年）
- 森の妖精ティタの旅（絵：葉祥明、作品社、2001年）
- 星数多あれども　この地球に生きる（廣済堂出版、2001年）
- 慶應義塾大学SFCの挑戦（角川書店、2002年）
- バットマン物語　松井秀喜の真実（講談社、2003年）
- 心世紀　生きるとは世の中の役に立つこと（サンマーク出版、2003年）
- 洵作の森 - ケニアの大地に（ひくまの出版、2003年）
- ええで　飲むさ　静岡茶（岸本加世子共著、静岡新聞社、2003年）
- こんな日には苗木を植えよう（岩波書店、2004年）
- 地球では１秒間にサッカー場１面分の緑が消えている（マガジンハウス、2004年）
- ふるさとをはなれた種は（教育画劇、2004年）
- ゆめにでてあげたい（絵：とりごえまり、佼成出版社、2004年）
- My name is…世界にひとつだけの名前（著：My name is…プロジェクト、角川書店、2006年）
- 野いちごのたからもの（絵：とりごえまり、東京新聞出版局、2008年）
- しずおか歌枕紀行（静岡新聞社、2011年）
- 天地のたから 歌集（角川書店、2014年）
- 野口英世の母シカ（白水社、2014年）
- 十代に贈りたい心の名短歌100（PHP研究所、2014年）
- 静岡まるごと川柳 力にはなれぬがお茶を淹れ替える（静岡第一テレビ「○ごとワイド」と共著：徳間書店、2015年）

## 作詞
- sarah
  - 雲のゆくえ
  - 春ある国に生まれ来て
- BEGIN
  - BYE BYE MY LOVE
- ミネハハ
  - 赤いオルゴール
  - あなたへの歌
  - 編みゆく糸
  - おじいさんの手
  - 君が幸せならば
  - 今日という日
  - 昏れゆく街に灯はともりて
  - 春光のタクト
  - 透明のてのひら
  - 星数多あれども空はただひとつ

## 出演
- 青春!島田学校（TBS、1990-1991）
- みのもんたの朝ズバッ!（TBS） - コメンテーター
- 知りたがり!（フジテレビ） - コメンテーター
- まるごと（静岡第一テレビ、2013年4月-）- 月曜日コメンテーター、「田中章義の○ごと川柳」のコーナー